# Antoni Daveluy
Św. Marie-Nicolas-Antoine Daveluy lub Antoine-Marie-Nicholas Daveluy, 마리니콜라앙투안 다블뤼 (ur. 16 marca 1818 r.  w Amiens we Francji – zm. 30 marca 1866 r. w Galmaemot w Korei) – misjonarz, biskup, męczennik, święty Kościoła katolickiego.

## Życiorys
Pochodził z wpływowej rodziny. Jego ojciec był właścicielem fabryki, członkiem rady miejskiej i urzędnikiem rządowym. Rodzina była znana z pobożności. W wieku 7 lat rozpoczął naukę łaciny, a w 1827 r. zaczął uczęszczać do szkoły jezuickiej. Ponieważ pragnął zostać księdzem w październiku 1834 r. wstąpił do seminarium St. Sulpice niedaleko jego rodzinnej miejscowości. Od października 1836 r. kontynuował naukę w seminarium St. Sulpice w Paryżu. W 1841 r. przyjął święcenia kapłańskie, a następnie przydzielono go jako wikarego do parafii Roye. Po 20 miesiącach tam spędzonych w październiku 1843 r. wstąpił do Francuskiego Stowarzyszenia Misji Zagranicznych (Missions Étrangères de Paris).
W lutym 1844 r. wyruszył do Makau, gdzie przybył po 6 miesiącach podróży. Biskup Farreol przekonał go, aby mu towarzyszył w podróży do Korei, dokąd udali się razem z ojcem Andrzejem Kim Tae-gŏn. Wyruszyli z Szanghaju w małej drewnianej łódce. Po długiej podróży przybyli do Ganggyeong w Chungcheongnam-do. Antoine Daveluy rozpoczął pracę duszpasterską w Korei w 1846 r. W ciągu 2 lat ochrzcił ponad 1700 osób. Jego słabe zdrowie w niezdrowym klimacie pogorszyło się. Nie zaprzestał jednak działalności i w czasie choroby nauczał łaciny, napisał słownik koreańsko-francuski (który zaginął podczas prześladowań w 1866 r.), publikował również katolickie książki. Napisał również biografie męczenników z Korei i zbierał materiały dotyczące historii Kościoła. Przygotował wiele książek do nauki religii. Następca biskupa Farreol biskup Berneux zaraz po przybyciu do Korei uczynił ojca Daveluy biskupem pomocniczym. Wyświęcenie na biskupa odbyło się w prywatnym domu 25 marca 1857 r. Po męczeńskiej śmierci biskupa Berneux w lutym 1866 r. biskup Daveluy został piątym Wikariuszem Apostolskim Korei na krótki okres 23 dni.
11 marca 1866 r. aresztowano go razem z jego pomocnikiem Łukaszem Hwang Sok-du. 14 marca biskupa Daveluy i dwóch innych francuskich misjonarzy (ojcowie Aumaitre i Huin) przewieziono do więzienia w Seulu. Byli oni przesłuchiwani i torturowani. Zdecydowano, że wyrok śmierci nie zostanie wykonany w Seulu, ale w Galmaemot ok. 100 km od stolicy. Stało się tak, ponieważ król był chory i w związku z tym nie chciał przelewać krwi misjonarzy w stołecznym Seulu. Biskup Daveluy został ścięty 30 marca 1866 r. w Galmaemot razem z księżmi Aumaitre i Huin.

## Dzień obchodów
20 września (w grupie 103 męczenników koreańskich)

## Relikwie
Przez 3 dni ciała misjonarzy leżały na wybrzeżu, następnie zostały pochowane przez ludzi niewierzących z sąsiedztwa. W połowie czerwca 1866 r. katolicy przenieśli ich ciała do Sojukgol w Hongsan i tam ponownie pochowali. Ciała męczenników były jeszcze kilkakrotnie przenoszone: w 1882 r. zostały przewiezione do Nagasaki, 22 maja 1894 r. do seminarium Yongsan, a 10 września 1900 r. do katedry w Myongdong.

## Proces beatyfikacyjny i kanonizacyjny
Beatyfikowany 6 października 1968 r. przez Pawła VI w grupie 24 męczenników, kanonizowany 6 maja 1984 r. przez Jana Pawła II w grupie 103 męczenników koreańskich.